# Sem Presser
Samuel (Sem) Presser (Amsterdam, 21 november 1917 - aldaar, 29 oktober 1986) was een Nederlandse persfotograaf.
Presser is een van Nederlands bekendste en meest productieve naoorlogse persfotografen. Hij maakte in een tijdsbestek van vijftig jaar ruim 300.000 foto's. Zijn werk kenmerkt zich door een grote sociale betrokkenheid en het vastleggen van gewone mensen in hun dagelijkse leven. Maar ook legde hij beroemdheden vast zoals Pablo Picasso, Brigitte Bardot, Sophia Loren en andere grote namen uit de filmwereld.

## Levensloop
Presser begon in 1935 als leerling van Sieg Vaz Dias, maar ging twee jaar later zelfstandig verder als het Algemeen Nederlandsch Foto Persbureau.
Presser zat als Joodse fotojournalist tijdens de Duitse bezetting in Arnhem ondergedoken. Hij maakte met gevaar voor eigen leven foto's van de Britse parachutisten die na de landingen van Market Garden op 18 september 1944 in de binnenstad van Arnhem vochten.
Presser was van 1948 tot 1951 en van 1968 tot 1981 voorzitter van de Nederlandse Vereniging van Fotojournalisten (NVF). Ook was hij jurylid van de Zilveren Camera, en was hij actief als bestuurslid van de Stichting Burafo, de Fotografenfederatie, World Press Photo, Europhot en de Auteursraad. Verder maakte hij deel uit van de Amsterdamse kunstraad. Zijn archief wordt beheerd door het Maria Austria Instituut (MAI) in Amsterdam.
In 1984 won hij voor zijn oeuvre de Capi-Lux Alblas Prijs.

## Enkele foto's door Presser

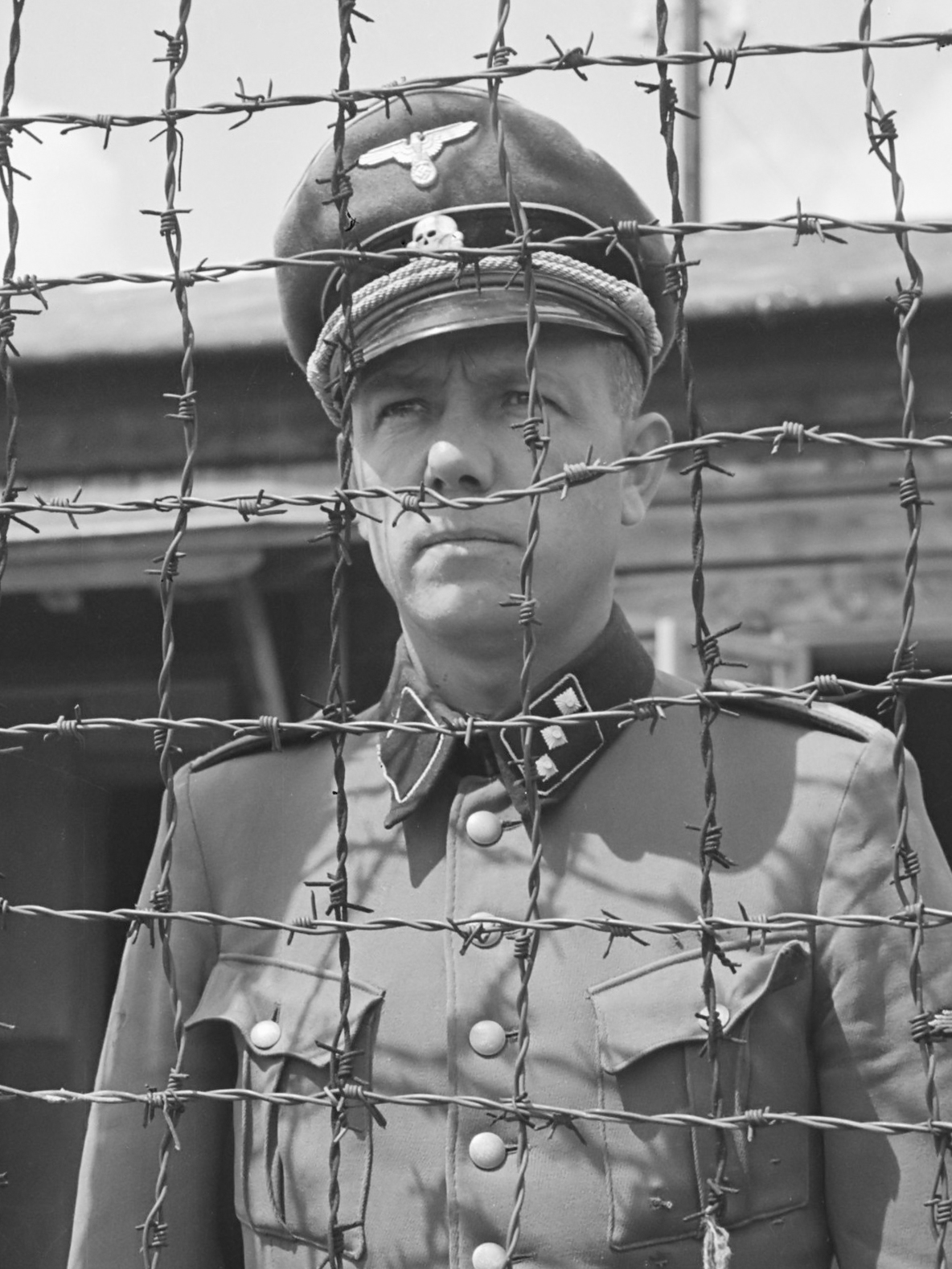
Kampcommandant Berg (1945)
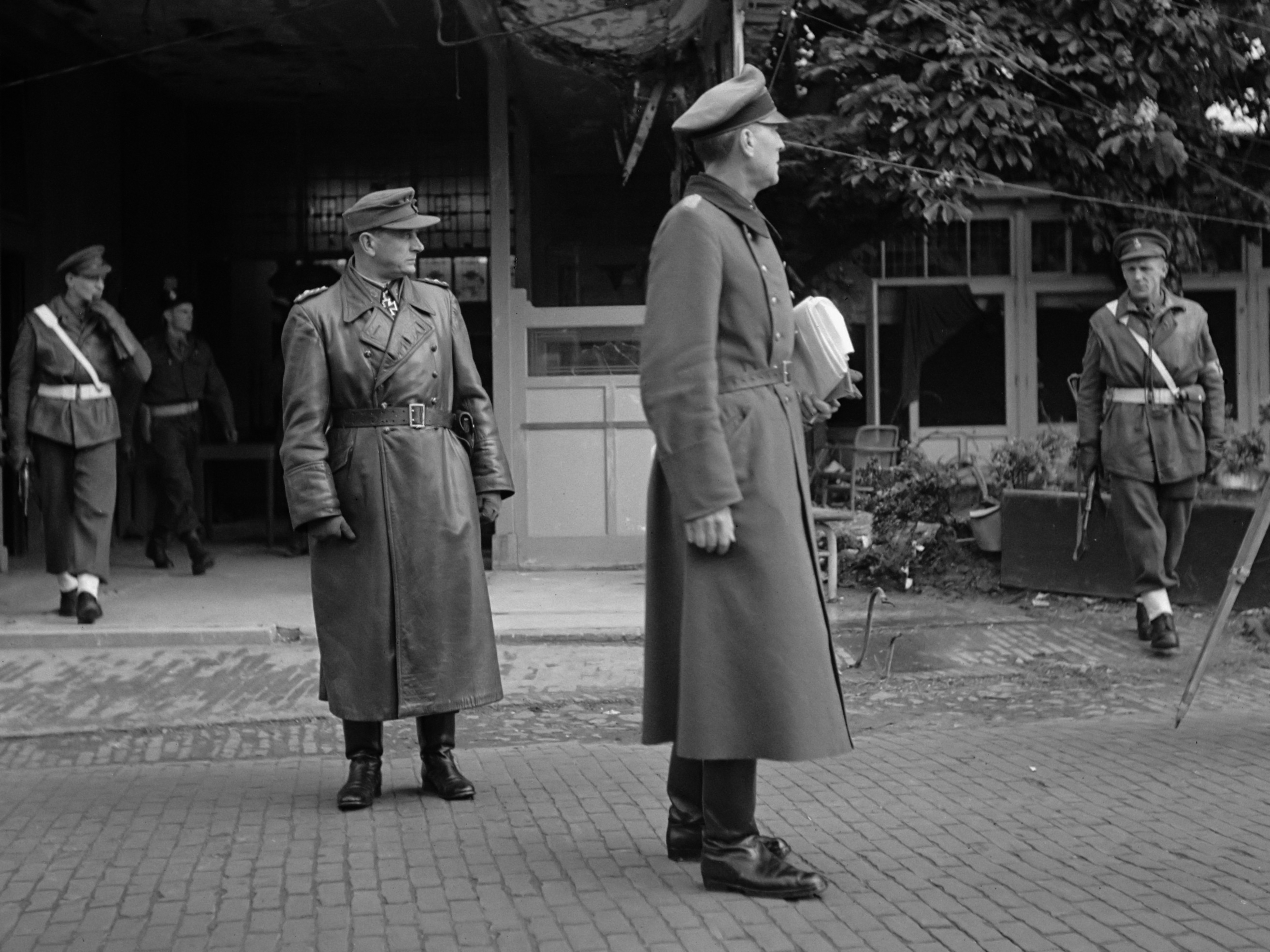
Duitse capitulatie in Wageningen (mei 1945)
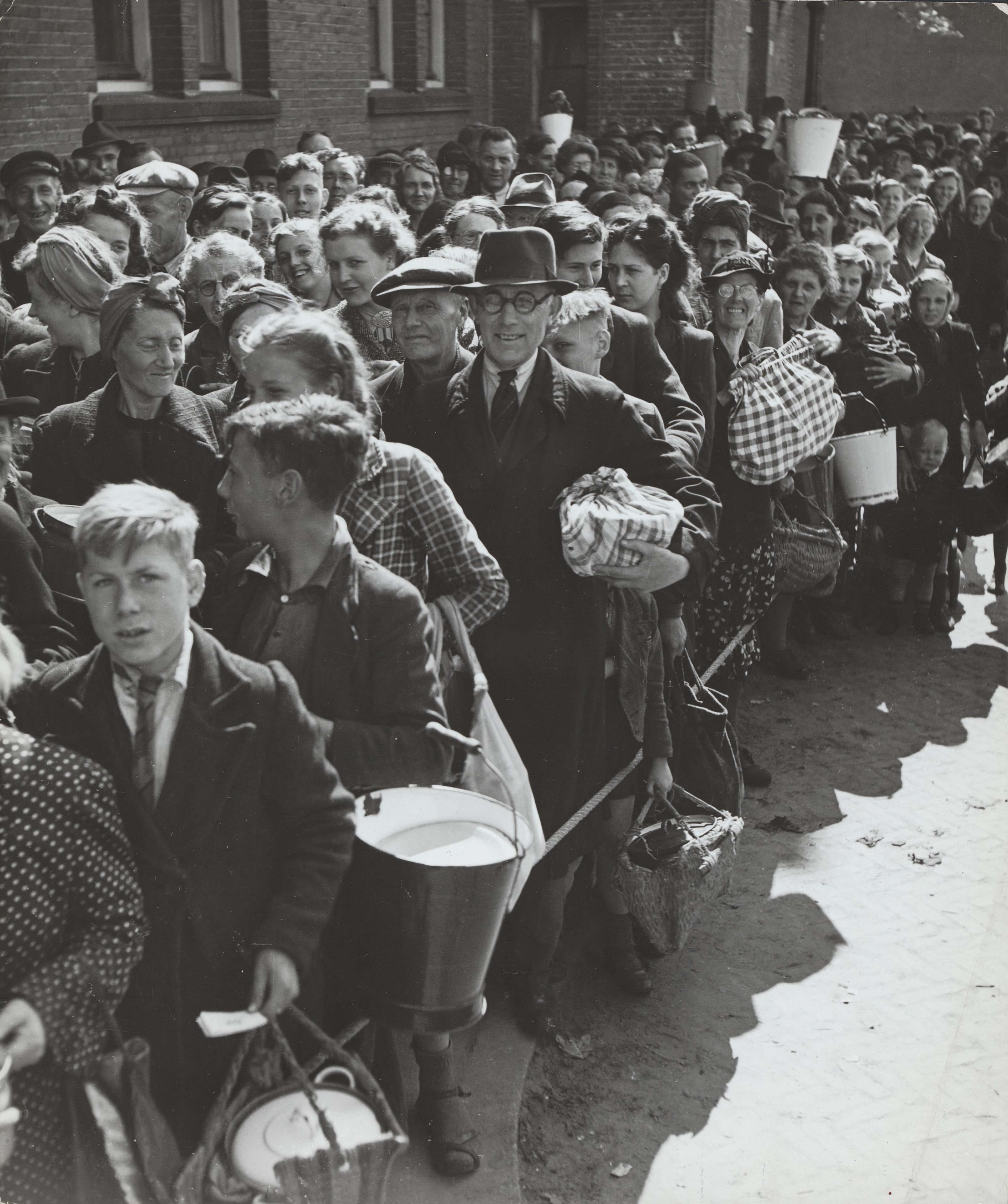
Voedseluitdeling (juli 1945)

## Werk in openbare collecties (selectie)
- Joods Historisch Museum, Amsterdam[4]
- Rijksmuseum Amsterdam[5]